# Tough Love
Tough Love es el decimonoveno episodio de la quinta temporada de Buffy the Vampire Slayer.

## Argumento
Buffy decide dejar la facultad y se lo comunica a uno de sus profesores. A Ben le despiden del hospital porque Glory había estado monopolizando mucho de su tiempo y no iba a trabajar. Glory toma un baño mientras exige a sus sirvientes que le digan todo lo que descubren sobre la Llave.
Dawn y Buffy tienen que ir a ver al director del colegio de Dawn. Buffy busca consejo de Giles sobre ser una figura maternal. Luego lleva a su hermana a casa, intentando adoptar un papel autoritario ante Dawn. Los sirvientes de Glory le dan información y ella deduce quién es la Llave, así que va a buscarla. Tara y Willow discuten sobre su relación.
Buffy habla con Dawn sobre su situación. Necesita mejorar en la escuela o Buffy podría perder su custodia. Deprimida por su pelea con Willow, Tara va a una feria. Mientras está sentada en un banco se le acerca Glory. Giles encuentra a uno de los sirvientes de Glory en la tienda y le interroga sobre los planes de Glory. Willow va a buscar a Tara. Glory se da cuenta de que Tara no es la Llave pero cuando se niega a decirle quién es la Llave, le rompe la mano y le roba la cordura siendo encontrada instantes después por Willow.
En el hospital los médicos observan a Tara mientras Willow planea su venganza contra Glory. Buffy deja a Dawn con Spike, creyendo haber disuadido a Willow de ir a buscar a Glory, pero Spike le pregunta qué haría ella si se tratase de Dawn, lo que la convence de que Willow ha salido en busca de venganza.
Willow ha recogido material en la tienda de magia y ha ido furiosa a enfrentarse a Glory. Ésta es mucho más poderosa que Willow, pero Buffy está ahí para pararla. Buffy y Glory pelean ferozmente, hasta que Willow hace un hechizo y logran escapar.
Al día siguiente Willow, Tara, Buffy y Dawn comen mientras discuten las responsabilidades que Willow y Buffy tienen ahora. Glory aparece atravesando la pared. Debido a su nuevo estado mental Tara le revela quién es la Llave.

## Reparto

### Personajes principales
- Sarah Michelle Gellar como Buffy Summers.
- Nicholas Brendon como Xander Harris.
- Alyson Hannigan como Willow Rosenberg.
- Emma Caulfield como Anya Jenkins.
- Michelle Trachtenberg como Dawn Summers.
- James Marsters como Spike.
- Anthony Stewart Head como Rupert Giles.

### Apariciones especiales
- Amber Benson como Tara Maclay.
- Clare Kramer como Glory.
- Adam Busch como Warren.
- Troy T. Blendell como Jinx.
- Anne Betancourt como Director Stevens.
- Leland Crooke como Profesor Lillian.

### Personajes secundarios
- Todd Duffey como Murk.
- Alan Heitz como Slook.

## Producción